# 进化论者党
进化主义共和党（葡萄牙語：Partido Republicano Evolucionista，PRE）也被称为进化论者党，是葡萄牙历史上的的一个政党，由葡萄牙总统安东尼奥·若泽·德·阿尔美达领导。

## 历史
该党成立于1912年2月24日，是葡萄牙共和党内分裂的结果，导致了进化论者党、葡萄牙民主党和共和联盟的诞生。在1915年的议会选举中，该党赢得了26个众议院席位和9个参议院席位，成为仅次于民主党的第二大党派。
该党抵制了1918年的选举，但在1919年的选举中重新参加竞选，赢得了38个众议院席位，重新成为第二大政党。
1919年阿尔梅达成为总统后，该党与共和党联盟合并，同年成立了共和党自由党。